# Tu-160
Tu-160 (ros. Ту-160) – radziecki i rosyjski odrzutowy ponaddźwiękowy bombowiec strategiczny o zmiennej geometrii skrzydeł, zbudowany w biurze konstrukcyjnym Tupolewa, w kodzie NATO oznaczany jako Blackjack, używany od 1987 roku. Nazywany przez rosyjskich pilotów „Biały Łabędź” (ros. Белый лебедь) ze względu na malowanie i unikalną konstrukcję. Jest to najcięższy samolot bojowy świata. Obok Tu-95 stanowi podstawowe uzbrojenie rosyjskiego lotnictwa strategicznego.

## Rozwój

### Tu-160
28 listopada 1967 roku rozpisano w ZSRR konkurs na nowy ponaddźwiękowy bombowiec strategiczny, rozwijający prędkość przelotową 3200–3500 kilometrów na godzinę i mający zasięg maksymalny 16–18 tysięcy kilometrów. Uzbrojenie nowej maszyny miały stanowić dwa pociski Ch-45 lub dwadzieścia cztery Ch-2000. Pod uwagę brano także ogłoszone amerykańskie wymagania projektowe dla przyszłego bombowca B-1. Głównymi projektami opracowanymi na konkurs były T-4MS biura Suchoja i różne warianty M-20 Miasiszczewa. Wkrótce jednak okazało się, że projekty nie spełniają wszystkich wymagań, a samolot o tak wysokich osiągach jest trudny do skonstruowania i kosztowny, przy tym wzrost możliwości bojowych samolotu o prędkości ponad Ma 3 w stosunku do samolotu o prędkości Ma 2,3 nie jest duży (w USA również wcześniej zrezygnowano z programu XB-70).
Wobec tego radzieckie siły powietrzne rozpisały w 1972 kolejny konkurs, w którym obniżyły wymagania do prędkości maksymalnej Ma 2,3. Tym razem w konkursie wziął udział prostszy projekt M-18 Miasiszczewa o zmiennej geometrii skrzydeł oraz projektowany od kilku lat samolot 160M biura konstrukcyjnego Tupolewa. Projekt Tupolewa miał formę wydłużonego latającego skrzydła w układzie delta, o spłaszczonym kadłubie przechodzącym w skrzydło. Konkurs wygrał projekt Miasiszczewa, lecz mimo to jego realizację powierzono Tupolewowi, który miał duży i doświadczony zespół konstruktorski w porównaniu z niewielkim biurem Miasiszczewa. W 1973 roku Tupolew opracował pierwszy projekt zmodyfikowanego samolotu, bazującego na ogólnym układzie Miasiszczewa M-18, któremu nadano oznaczenie wojskowe Tu-160. W ciągu następnych lat podlegał on stopniowej ewolucji i dopracowywaniu.
W 1975 program osiągnął fazę projektowania wstępnego, otrzymując oznaczenie izdjelie (produkt) 70. Na głównego konstruktora samolotu został wyznaczony Walentin Blizniuk. W 1977 projekt zatwierdziła komisja państwowa, a w 1981 zbudowano pierwszy prototyp (oznaczenie 70-01). 25 listopada 1981 zrobiono, a następnie upubliczniono pierwsze zdjęcie samolotu stojącego na lotnisku w Żukowskim.
18 grudnia 1981 miał miejsce pierwszy lot prototypu, a przez kolejne lata odbywały się próby w locie. Równocześnie samolot skierowano do produkcji seryjnej w zakładach w Kazaniu. Pierwszy samolot seryjny ukończono w październiku 1984. Z planowanych ok. 100 sztuk zbudowano ostatecznie jedynie 35 samolotów w wersji oryginalnej. W tej liczbie były dwa prototypy (plus płatowiec do badań statycznych), pięć samolotów przedseryjnych i 28 seryjnych, lecz jeden samolot seryjny przeznaczono do prób statycznych. Na etapie prób tylko jeden samolot uległ katastrofie (drugi samolot seryjny, podczas testów w 1987 – załoga uratowała się).
Tu-160 został po raz pierwszy zaprezentowany publicznie na paradzie lotniczej w Tuszynie 20 sierpnia 1989. W latach 1989–1990 ustanowił 44 światowe rekordy prędkości i wysokości lotu w swojej klasie wagowej.
Od początku lat 90. XX w. produkcja zwalniała na skutek braku funduszy w obliczu kryzysu ZSRR, aż zakończyła się w 1994, mimo że pozostało kilka nieukończonych samolotów. Koszt samolotu w połowie lat 80. wynosił około 50 milionów rubli, a w 1992 roku – 300 milionów.
16 listopada 2014 dokonano oblotu pierwszego zmodernizowanego egzemplarza Tu-160, unowocześniając m.in. urządzenia nawigacyjne i radiolokacyjne.

### Tu-160M/M2
25 kwietnia 2015 roku w Kazaniu Minister Obrony Federacji Rosyjskiej, generał armii Siergiej Szojgu, publicznie ogłosił zamiar wznowienia produkcji Tu-160. Zapowiedź ministra doczekała się formalnego potwierdzenia 10 marca 2016 roku również w Kazaniu. Prezydent Tatarstanu Rustam Minnichanow oraz Dyrektor Generalny Połączonej Korporacji Lotniczej (ros. skrótowiec ОАК), Jurij Slusar, podpisali porozumienie o wznowieniu produkcji samolotów.
W styczniu 2017 roku rozpoczęto produkcję zmodernizowanej wersji oznaczonej Tu-160M2. Pierwszy egzemplarz, powstały na bazie niedokończonego płatowca Tu-160, zaprezentowano publicznie 16 listopada 2017 roku. 25 stycznia 2018 roku dokonano oblotu prototypu Tu-160M2. W trakcie 7-minutowego lotu samolot o nazwie własnej Piotr Diejniekin wzniósł się na wysokość 300 metrów. W uroczystości wziął udział rosyjski prezydent Władimir Putin. W tym samym dniu ogłoszono zawarcie kontraktu na budowę 10 maszyn typu Tu-160M2, którego realizacja miała trwać 10 lat.
Pierwszy zbudowany od podstaw egzemplarz Tu-160M2 oblatano 12 stycznia 2022 roku. Otrzymał następnie nazwę Walentina Tierieszkowa (nr fabr. 9-01). Samoloty te zachowują ogólną konstrukcję poprzedników, lecz budowane są już przy użyciu nowych technologii, mają również zmodernizowane silniki i systemy pokładowe. W 2023 roku oblatano drugi Tu-160M2 i ukończono trzeci (nr fabr. 9-02 i 9-03).
Równolegle podjęto modernizację starszych samolotów do wersji Tu-160M i 2 lutego 2020 roku oblatano pierwszy zmodernizowany samolot (Igor Sikorski, nr fabr. 4-05). Otrzymał on numer boczny 14 (pierwotnie: 22). W zmodernizowanych samolotach ujednolicono awionikę, silniki, układ sterowania, układ paliwowy i uzbrojenie z Tu-160M2. Napęd stanowią silniki NK-32-02. Drugi Tu-160M oblatano w 2021 roku (Boris Wieriemiej, nr fabr. 4-01). W 2022 i 2023 roku oblatano trzeci i czwarty zmodernizowany Tu-160M (Ilja Muromiec, nr fabr. 8-01 i Aleksandr Mołodczyj, nr fabr. 8-02). Ogółem do 2024 roku zmodernizowano cztery Tu-160M.

## Służba
W maju 1987 pierwsze samoloty weszły na uzbrojenie radzieckiego Lotnictwa Dalekiego Zasięgu – 184 Gwardyjskiego Pułku Ciężkich Bombowców stacjonującego w Pryłukach w Ukraińskiej SRR, zastępując Tu-16 i Tu-22M3. Pierwsze strzelania rakietami Ch-55 rozpoczęły się w lipcu tego roku. Dopiero w 1989 roku zakończono próby państwowe samolotu. Pierwszy lot poza granice ZSRR, nad Morze Barentsa, miał miejsce w maju 1991 roku. Do końca 1991 pułk ten otrzymał 19 samolotów.
W toku rozpadu ZSRR, 24 sierpnia 1991 parlament niepodległej Ukrainy zadeklarował przejęcie wszystkich jednostek na jej terytorium pod jej kontrolę, aczkolwiek początkowo nie wywołało to większych zmian. Stanowiło to następnie sporną kwestię w stosunkach ukraińsko-rosyjskich (zwłaszcza kryzys wywołała kwestia składania przysięgi na wierność Ukrainie w maju 1992, zakończona wyjazdem części personelu do Rosji). W toku 1992 roku pułk w Pryłukach został wcielony do Sił Powietrznych Ukrainy, mimo stanowiska Rosji, że lotnictwo strategiczne powinno wchodzić w skład wspólnych sił zbrojnych Wspólnoty Niepodległych Państw. Przez krótki czas jeszcze samoloty te były utrzymywane w gotowości, ale braki części zamiennych, a nawet paliwa, spowodowały ich uziemienie. Latały od tej pory sporadycznie, np. podczas parady w 1998 roku. Ukraina nie miała jednak funduszy ani potrzeby utrzymywania lotnictwa strategicznego, w dodatku według międzynarodowych traktatów miała je wycofać do 2001 roku, więc po długich negocjacjach przekazała Rosji w 1999 roku 8 samolotów Tu-160 w zamian ze redukcję zadłużenia za gaz ziemny. Trzy samoloty zostały zezłomowane, a jeden trafił do muzeum w Połtawie.
W 1992 roku Rosja utworzyła jedyny jak na razie pułk bombowców Tu-160 – 121 Gwardyjski Sewastopolski Pułk Ciężkich Bombowców, bazujący w Engelsie. Do 1994 roku otrzymał on 5 samolotów (4 z nowej produkcji i jeden z ośrodka badawczego w Żukowskim). W latach 1999 i 2000 121 Pułk otrzymał 8 ukraińskich samolotów. Dodatkowo w 2000 roku jeden nieukończony samolot został skompletowany w zakładzie w Kazaniu (Aleksandr Mołodczij) i przekazany do pułku, a drugi w 2008 roku (Witalij Kopyłow). Tylko jeden samolot (Michaił Gromow) utracono w katastrofie w 2003 roku.
Według stanu z 2001 6 innych Tu-160 istniało jako samoloty eksperymentalne w ośrodku w Żukowskim (4 z nich w stanie zdolnym do lotu), a 7 pozostawało na Ukrainie, wycofanych ze służby.
28 października 2013 r. dwa Tu-160 wykonały przelot z Engelsa do bazy Maiquetia koło Caracas w Wenezueli.
W 2015 roku Rosja dysponowała 16 bombowcami Tu-160, a dwa kolejne miały wejść do służby w tym samym roku.
W grudniu 2022 roku ukończono próby pierwszego seryjnego Tu-160M2 Walentina Tierieszkowa (nr 21), ale przynajmniej do 2024 roku pozostawał u producenta. 21 lutego 2024 roku prezydentowi Putinowi zaprezentowano w zakładach KAZ drugi i trzeci Tu-160M2 (22 Mintimier Szajmijew i nr 23, jeszcze bez nazwy). Zaprezentowano wówczas także trzeci i czwarty zmodernizowany Tu-160M (06 Ilja Muromiec i 07 Aleksandr Mołodczyj).

### Chrzest bojowy

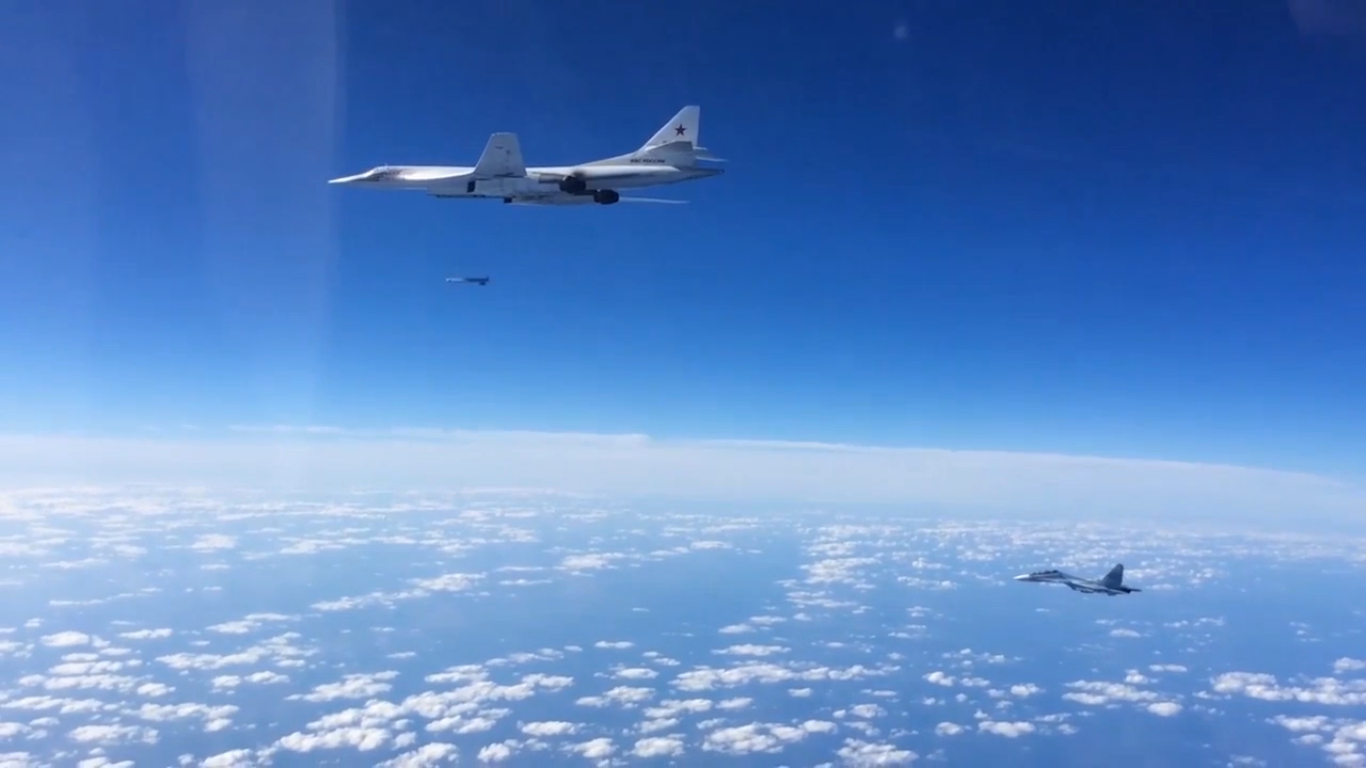
Bombowiec strategiczny Tu-160 zrzucający pocisk Ch-101 do celu w Syrii, na zdjęciu widoczny jest także samolot Su-30SM eskorty bombowca

17 listopada 2015 roku, po ogłoszeniu, że za katastrofę rosyjskiego Airbusa A321 nad Synajem odpowiedzialne było Państwo Islamskie, rosyjskie Lotnictwo Dalekiego Zasięgu rozpoczęło uderzenia odwetowe. W okresie od 17 do 20 listopada samoloty Tu-160, Tu-95MS i Tu-22M3 wykonały odpowiednio 10, 6 i 96 samolotolotów bojowych; dla pierwszych dwóch typów było to pierwsze użycie bojowe.
Dwa Tu-160 i trzy Tu-95MS wystartowały z bazy w Engels. Przy użyciu pocisków Ch-101, których Tu-160 zrzuciły 16, zaatakowano trzy centra dowodzenia, obóz szkoleniowy oraz dwa magazyny uzbrojenia należące do Państwa Islamskiego. Cała akcja trwała (w przypadku Tu-160) 8 godzin i 20 minut, a samoloty pokonały dystans 6566 km. Dzień później, 18 listopada, dwa Tu-160 z bazy Engels, na cele w Syrii wystrzeliły osiem pocisków Ch-555. 19 listopada, dwa bombowce wystrzeliły kolejne szesnaście pocisków Ch-101.
20 listopada 2015 roku cele w Syrii zostały zaatakowane przez dwie pary maszyn Tu-160. Pierwsza z nich, podobnie jak poprzednio, wystartowała z bazy w Engels, dolatując nad Syrię poprzez przestrzeń powietrzną Iraku i Iranu. Obydwa kraje udzieliły zgody na ten i wcześniejsze przeloty nad swoim terytorium. Ta para zrzuciła szesnaście pocisków Ch-101. Druga para wystartowała z bazy w Oleniegorsku na Półwyspie Kola. Lecąc na północ ominęły Norwegię, Wielką Brytanię, nad Cieśniną Gibraltarską wleciały nad Morze Śródziemne i w okolicach Cypru zrzuciły nad cele w Syrii, osiem pocisków Ch-555. Następnie maszyny już klasyczną drogą przez Irak i Iran wróciły do Engels. Tak długi lot wokół Europy, 13 000 km, z taktycznego punktu widzenia nie był uzasadniony, zademonstrował jednak możliwości Lotnictwa Dalekiego Zasięgu do transkontynentalnych działań bojowych. Podczas swoich lotów bojowych, Tu-160 eskortowane były przez samoloty myśliwskie Su-30SM i Su-27SM operujące z Krymu. Podczas przelotów nad terytorium Iranu, bombowcom towarzyszyły jako eskorta irańskie maszyny F-14A, MiG-29 i F-4E. Do działań w ramach rosyjskiego kontyngentu wojskowego w Syrii wyznaczono pięć maszyn typu Tu-160.

## Opis techniczny

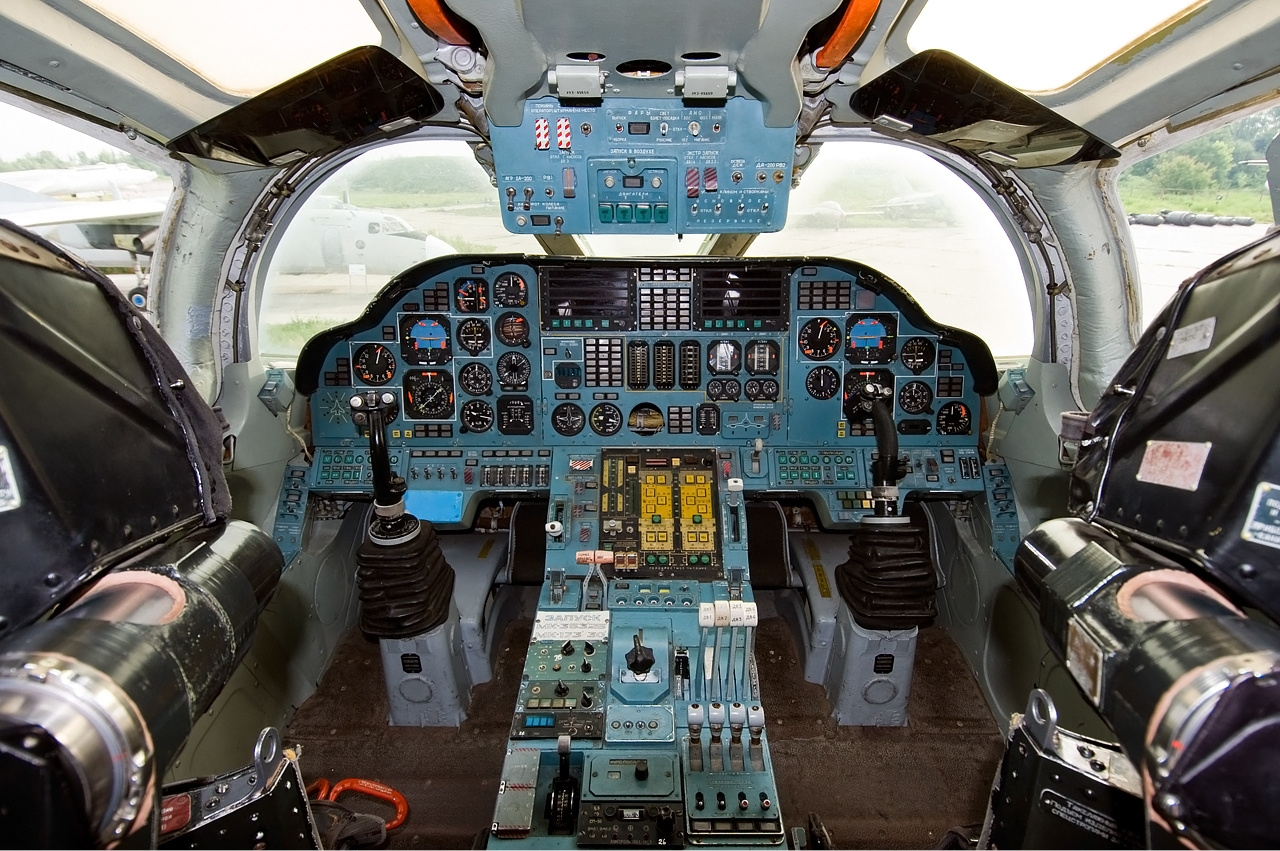
Kabina Tu-160

Metalowy dolnopłat o układzie klasycznym i zmiennej geometrii skrzydeł o skosie 20° do startu i lądowania, 35° do lotu poddźwiękowego i 65° do lotu ponaddźwiękowego. Kadłub przechodzący płynnie w centropłat. Usterzenie klasyczne skośne, stery wysokości i kierunku płytowe. Załoga czteroosobowa (dwóch pilotów i dwóch nawigatorów) w hermetycznej kabinie w nosie samolotu, zaopatrzona w fotele katapultowe K-36LM. Podwozie samolotu trójpodporowe, golenie główne z wózkami sześciokołowymi chowane do centropłata. Trzy spadochrony hamujące w ogonie. Dwie komory bombowe w kadłubie. Samolot przystosowany jest do tankowania w powietrzu.
Napęd: cztery silniki dwuprzepływowe NK-32 o ciągu maksymalnym 137,3 kN, 245,18 kN z dopalaniem. Masa silnika wynosi 3650 kg, długość ok. 6 m, średnica wylotu 1455 mm. Silnik posiada trzystopniową sprężarkę niskiego ciśnienia, pięciostopniową sprężarkę średniego ciśnienia i siedmiostopniową sprężarkę wysokiego ciśnienia. Silniki są umieszczone w podwójnych gondolach, rozsuniętych względem siebie, pod centropłatem.
Wyposażenie: w dziobie samolotu stacja radiolokacyjna typu Obzor-K; celownik optyczny OPB-15 w owiewce pod nosem samolotu; w ogonie system obronny, potrafiący wykryć atakujące samoloty myśliwskie i stawiać zakłócenia aktywne. Wszystkimi systemami pokładowymi steruje 100 komputerów.
Uzbrojenie: przenoszone wyłącznie wewnątrz dwóch komór bombowych o długości 11,28 m. Podstawowy wariant uzbrojenia stanowi 6 pocisków manewrujących Ch-55SM na wyrzutni rewolwerowej w komorze bombowej, maksymalnie do 12 w obu komorach. Pocisk ten ma głowicę atomową o mocy 200 kT. Alternatywnie samolot może być uzbrojony w 24 pociski rakietowe Ch-15 małego zasięgu na 4 wyrzutniach rewolwerowych. Prowadzone są prace nad nowymi rodzajami uzbrojenia rakietowego, także konwencjonalnego. Tu-160 nie posiada uzbrojenia strzeleckiego (jako pierwszy seryjny radziecki bombowiec), lecz posiada elektroniczne systemy samoobrony. Teoretycznie może również przenosić bomby jądrowe, jednak na razie nie przystosowano go do tego zadania. Tu-160 przystosowany jest również do przenoszenia dwunastu pocisków manewrujących o obniżonej wykrywalności Ch-101.